# Glasmaß
Das Glasmaß war ein sehr unterschiedliches Maß in der Produktion der Glas- und Spiegelherstellung und recht vielfältig. Fast jede Glashütte hatte eigene Maßsysteme. Man beschränkte sich mit Maßen auf Tafel- und Spiegelglas auf die Abmessungen und gesondert oft als Stückmaß im Versand der Fertigprodukte.

## Deutschland
Zur Größenbestimmung der Tafeln wurde das Zollmaß in seiner Vielfalt für Breite und Länge verwendet. In Deutschland war der Maßschlüssel der zwölfzöllige Reichsfuß.
- 1 Zoll = 23,833 Millimeter
- 12 Zoll = 286 Millimeter

In den Thüringer Hütten und teilweise in Böhmen teilte man beispielsweise die Tafeln in geviert, ordinär, hoch und lang ein. Die Tabellen reichten mal bis Glasnummer 12, aber in verschiedenen Betrieben auch bis 30 und 40.
Nach Kisten wurde das französische, englische und deutsche Fensterglas, Trink- und anderes Glas mehr verkauft. Die Kisten hatten unterschiedliche Größen. Nach Ballen, einem besonderen Glasmaß, wurden auch gelegentlich die Glastafeln verkauft.
Im Glashandel gab es einen Korb oder Glaskorb (französisch: Panier de verre). Nicht nur den Korb, worin diese Ware getragen wurde, sondern auch die Ware selbst wurde so bezeichnet. Weitere Maße waren im Glashandel Schock und Dutzend. Danach verkaufte man beispielsweise die Trinkgläser, Bouteillen und Flaschen. Nach dem Stroh, einem weiteren Glasmaß, wurden die Arznei- und Laborgläser gehandelt.
Das böhmische Tafelglas kam in großen, mit Stroh ausgekleideten Kisten in die Handlung. Es war in Bunde geteilt. Das Bund enthielt von 1 bis 60 Stück, welche nach vorgeschriebenem Maße schwankte. Gewöhnlich waren die kleinsten Tafeln 22 Zoll lang und 18 breit, die größten 31 Zoll lang und 28 breit.
In Brandenburg enthielt die Kiste Tafelglas 20 Bund, und ein Bund 6 Tafeln. Die Tafel war 20 Zoll lang und 16 breit, der Rand wurde mitgerechnet.
Auf den beiden Glashütten im Amt Zechlin und Tornow in der Churmark, wo weißes Kreideglas gemacht wurde, geschah der Verkauf dieses Glases nach Schock. Ein Schock enthielt 1 bis 8 Tafeln, die diese Abmessungen (Länge und Breite) in Zoll hatten.
- 1 Tafel mit 31 mal 29 Zoll
- 2 Tafeln mit 31 mal 27 Zoll
- 3 Tafeln mit 29 mal 26 Zoll
- 4 Tafeln mit 28 mal 25 Zoll
- 5 Tafeln mit 26 mal 21 Zoll
- 6 Tafeln mit 23 mal 21 Zoll
- 7 Tafeln mit 22 mal 19 Zoll
- 7 Tafeln mit 22 mal 18 Zoll
- 8 Tafeln mit 19 mal 18 Zoll

Quelle:

## Frankreich
Anders in französischen Glaswerken. Hier gab es das Additionssystem. Dieses Additionssystem wurde in vielen Glashütten angewandt. Die Werte der Länge und Breite des Tafelglases addierte man und hatte die sogenannte Glasnummer. Beispiel für eine Tafel von 18 mal 21 Zoll ergab: 18 plus 21 gleich 39, als Glasnummer 39. Der Preis der Ware stieg mit der Zunahme der Nummer.

## Böhmen
- Tabelle als Beispiel für Böhmisches Glas (Angaben in Zoll) Auszug.

| Glasnummer | Quadrattafel     | Höhentafel       |
|            | Länge mal Breite | Länge mal Breite |
| ---------- | ---------------- | ---------------- |
| 1          | 35 mal 30        | 36 mal 37        |
| 2          | 33 mal 27        | 34 mal 26        |
| 6          | 25 mal 22        | 27 mal 20        |
| 12         | 13 mal 14        | 13 mal 12        |

Das Böhmische Glas hielt den Preis trotz unterschiedlicher Tafelgröße, da hier nach Kisten gerechnet wurde. Es war das sogenannte Kistenglas, was auf Grund der Zuschlagsstoffe (Natronglas) beim Erschmelzen besonders zur Bleiche und Verfärbung neigte. Böhmisches Tafelglas, auch aus Thüringen als dieses gehandelt, kam nur verpackt in den Handel. Die Glasnummern bis 12 reichend, waren in zwei Gruppen, den Quadrattafeln und Höhentafeln, geteilt und die Tafelabmessungen waren in Zoll.
Der Verkauf geschah nach Schock oder Bunde mit bis zu 30 Tafeln. Gingen acht Tafeln auf ein Bund, war es ein Achter.
Kistenglas: 1 Kiste mit 20 Gebinde à 6 Tafeln (20 mal 16 Zoll) = 120 Tafeln